# 殺意のバカンス (小説)
『殺意のバカンス』（さついのバカンス）は、野村正樹の小説。
この作品は野村がサントリーに在籍中に書いたデビュー作である。
1985年4月20日にリリースされた本田美奈子.のデビューシングル『殺意のバカンス』と直接の関係はない。

## テレビドラマ
1993年から1996年までテレビ朝日系「土曜ワイド劇場」で放送されたテレビドラマシリーズ。全2回。主演はとよた真帆。

### キャスト

#### レギュラー
村上加奈子
演 - とよた真帆
会社員。
速水敏彦
演 - 渡辺徹
新朝新聞社の社員。加奈子の学生時代からの友人。

#### ゲスト
第1作「岡山着15時32分こだま号謎の同乗者！殺人は乾盃のカクテルで…」（1993年）
- 東坂猛（T2ボード 社長） - 益岡徹
- 東坂美穂（東坂の妻） - 姿晴香
- 奥本正史（ジュエリーアモーレ 宣伝部長） - 並木史朗
- 安川満（カメラマン） - 北見敏之
- 高木有三（写真の男） - 塩屋俊
- 西山多恵子（岡山駅で倒れその後死亡した女性） - 元井須美子
- 岡村（岡山県警 刑事） - 山西道広
- 加奈子の会社の同僚 - 筒井由美子、染谷勝則
- 刑事課長 - 山口嘉三
- 大江（刑事） - 橘洋大
- 加奈子の母 - 星野晶子
- カメムラ（バー「ミモザ」経営者） - 大場健二
- 目撃者 - 橘雪子
- 刑事 - 関輝雄
- 米山健一（加奈子の会社の同僚） - 押切英希
- 吉村俊介、吉浦麻子、福島剛史

第2作「幽霊トンネルに消えた！九州玄海灘〜長崎、殺人トリック探しの旅」（1996年）
- 川村恭子（浦山の助手） - 久野真紀子
- 小林美津江（浦山の元妻） - 銀粉蝶
- 藤原明子（加奈子の会社の後輩） - 西尾まり
- エリコ（モデル） - 鈴木奈穂
- 寺尾秀行（浦山の元助手） - 山内としお
- 出版社の社員 - 中井信之
- タジマ（写真評論家） - 服部哲治
- 浦山静夫（写真家） - 火野正平
- 伊原幸司、門田俊、三井善宏、田中慎一、吉田美津子、溝口和美、若松考義、伊藤明秀、山田幸一、奥村杏奈

### スタッフ
- 原作 - 野村正樹「殺意のバカンス」
- 脚本 - 長野洋、坂田義和
- 監督 - 合月勇、吉田啓一郎
- 選曲 - 佐藤啓（1）、合田豊（2）
- 助監督 - 水村秀雄（1）、児玉宜久（2）
- 技術協力 - テレニクス（1）、オーエイギャザリング（2）
- ポスプロ - ビデオフォーカス
- プロデューサー - 佐藤涼一、松本基弘（2）、野木小四郎、千原博司
- 制作 - テレビ朝日、大映テレビ

### 放送日程
| 話数 | 放送日        | サブタイトル                                                 | 脚本     | 監督       | 視聴率 |
| ---- | ------------- | ------------------------------------------------------------ | -------- | ---------- | ------ |
| 1    | 1993年11月6日 | 岡山着15時32分こだま号謎の同乗者！殺人は乾盃のカクテルで…    | 長野洋   | 合月勇     | 18.9%  |
| 2    | 1996年06月8日 | 幽霊トンネルに消えた！九州玄海灘〜長崎、殺人トリック探しの旅 | 坂田義和 | 吉田啓一郎 | 16.0%  |